# 高壓線 (政治)
高压线是指政治或公共事務方面常被政治人物規避、极具争议的議題，以至於任何膽敢觸及有關議題的政治人物将不可避免地付出政治生涯上的昂贵代价。因而比喻为高压电线，在英语中比喻为铁路通電的第三轨。
高壓線在阿根廷，當屬不容讓渡福克兰群岛主權；在德國，則有不容要求高速公路限速；在印度，亦有不容提倡對農業收入徵稅；在美国，包括不容反對被强奸者墮胎權等。
不同於高压线的概念是共产党的政治红线。對於中国共产党而言，政治红线有關“政治纪律”和“政治规矩”。红线時而與底线、 防线、高线并列，時而與“底线”、“天线”分列；政治红线時而與纪律高压线、廉洁底线並列，時而與问题底线、制度防线、工作主线分列。